# She Came to Me
Pour plus de détails, voir Fiche technique et Distribution.
She Came to Me ou Une rencontre inattendue au Québec est un film américain réalisé par Rebecca Miller et sorti en 2023.
Le film est présenté en ouverture de la Berlinale 2023.

## Synopsis
Une therapeute et son compagnon le compositeur de l'opera de petite taille vont faire la connaissance de la jeune femme Katrina.

## Fiche technique
Sauf indication contraire, les informations mentionnées dans cette section peuvent être confirmées par la base de données cinématographiques IMDb,  présente dans la section « Liens externes ».
- Titre original : She Came to Me
- Réalisation et scénario : Rebecca Miller
- Photographie : Sam Levy
- Montage : Sabine Hoffman
- Musique : Alexandre Desplat
- Photographie : Sam Levy
- Décors : Kim Jennings
- Costumes : Marina Draghici
- Sociétés de production : Killer Films, Round Films et Somewhere Pictures
- Distribution : n/a
- Pays de production :  États-Unis
- Genre : comédie romantique
- Dates de sortie[2] :
  - Allemagne : 16 février 2023 (Berlinale)
  - États-Unis : 6 octobre 2023

## Distribution
- Anne Hathaway (VQ : Geneviève Désilets) : Patricia
- Marisa Tomei (VQ : Isabelle Leyrolles) : Katrina
- Peter Dinklage (VQ : Thiéry Dubé)  : Steven
- Joanna Kulig (VQ : Marie-Ève Bertrand) : Magdalena
- Brian d'Arcy James (VQ : François Trudel) : Trey
- Dale Soules : Tante Moxie
- Isabel Leonard : Chloe

 Source : version québécoise (VQ) sur Doublage.qc.ca

## Distinctions

### Sélection
- Berlinale 2023 : hors compétition